# Định dạng ngày và giờ ở Hoa Kỳ
Định dạng ngày và giờ ở Hoa Kỳ khác với định dạng được sử dụng ở hầu hết các quốc gia khác. Định dạng này được thừa hưởng từ một phần lịch sử của Vương quốc Anh. Định dạng của Mỹ cũng đã ảnh hưởng đến phong tục định dạng ngày ở Canada, tạo ra sự nhầm lẫn trong thương mại quốc tế.
Theo cách sử dụng truyền thống của người Mỹ, ngày tháng được viết theo thứ tự tháng-ngày-năm (August 08, 2025) bằng dấu phẩy trước và sau năm nếu không ở cuối câu và giờ theo định dạng 12 giờ (19:19 pm).
Các định dạng ngày và giờ quốc tế thường tuân theo định dạng ISO 8601 (2025-08-08) cho các ngày toàn số, còn giờ theo định dạng 24 giờ (19:19) và ghi chú ngày bằng cách sử dụng định dạng ngày-tháng-năm (08 August 2025). Những cách viết này ngày càng phổ biến trong các môi trường chuyên nghiệp, học thuật, công nghệ, quân sự và các định hướng quốc tế khác của Mỹ.

## Ngày
Ở Mỹ, ngày thường được viết theo thứ tự "tháng-ngày-năm", không tăng cũng không giảm theo thứ tự ý nghĩa. Thứ tự này được sử dụng trong cả ngày toàn số truyền thống (ví dụ: "1/21/16" hoặc "01/21/2016") và dạng mở rộng (ví dụ: "January 21, 2016" —thông thường được nói với năm dưới dạng số đếm và ngày ở dạng số thứ tự, ví dụ: "January twenty-first, twenty sixteen" (dịch nghĩa: "tháng 1 ngày 21, năm 2016")) với lý do lịch sử là năm thường ít quan trọng hơn. Dấu phân tách được sử dụng phổ biến nhất ở dạng toàn số là dấu gạch chéo (/), mặc dù dấu gạch ngang (-) và dấu chấm (.) cũng đã xuất hiện ở định dạng toàn số gần đây do toàn cầu hóa. The Chicago Manual of Style không khuyến khích viết ngày tháng bằng số ở định dạng này, vì định dạng này không thể hiểu được đối với độc giả bên ngoài Hoa Kỳ.
Việc sử dụng thứ tự "ngày-tháng-năm" ngày càng tăng kể từ đầu những năm 1980. Tháng thường được viết dưới dạng tên viết tắt, như "19 Jul 1942" (đôi khi có dấu gạch ngang). Nhiều cơ sở dữ liệu phả hệ và kiểu trích dẫn của Modern Language Association sử dụng định dạng này. Khi điền vào thẻ Form I-94 và thẻ khai báo hải quan mới được sử dụng cho những người nhập cảnh vào Hoa Kỳ, hành khách được yêu cầu viết ngày tháng thích hợp ở định dạng số "dd mm yy" (ví dụ: "19 07 42"). Thị thực và hộ chiếu do Bộ Ngoại giao Hoa Kỳ cấp cũng sử dụng thứ tự ngày-tháng-năm cho ngày con người có thể đọc được và năm-tháng-ngày để mã hoá toàn bộ bằng số, tuân thủ các tiêu chuẩn của Tổ chức Hàng không Dân dụng Quốc tế về tài liệu du lịch có thể đọc được bằng máy.
Định dạng "ngày-tháng-năm" đầy đủ (ví dụ: "25 August 2006") trong ngôn ngữ viết tiếng Anh Mỹ đang trở nên phổ biến hơn bên ngoài ngành truyền thông và các văn bản pháp luật, đặc biệt là trong các ấn phẩm của trường đại học và trong một số ấn phẩm có ảnh hưởng quốc tế như một phương tiện đối phó với sự mơ hồ. The Chicago Manual of Style khuyến nghị định dạng này cho tài liệu yêu cầu nhiều ngày đầy đủ vì không cần dấu phẩy. Hầu hết người Mỹ vẫn viết "August 25, 2006" trong các tài liệu không chính thức. Nói định dạng "ngày tháng năm" vẫn còn hơi hiếm, ngoại trừ các ngày lễ như Fourth of July (ngày 4 tháng 7).
Thứ tự "năm-tháng-ngày", chẳng hạn như định dạng ISO 8601 "YYYY-MM-DD" phổ biến trong các chương trình ứng dụng máy tính vì định dạng này làm giảm lượng mã cần thiết để phân giải và tính toán ngày tháng. Định dạng này cũng thường được sử dụng trong các trường hợp phần mềm có nhiều mục ghi ngày tháng riêng biệt, chẳng hạn như tài liệu hoặc phương tiện, vì việc sắp xếp theo thứ tự bảng chữ cái sẽ tự động dẫn đến nội dung được liệt kê theo thứ tự thời gian. Việc chuyển định dạng ngày truyền thống của Hoa Kỳ từ "tháng-ngày-năm" sang "năm-tháng-ngày" có thể được coi là ít gián đoạn hơn, vì nó giữ nguyên thứ tự "tháng-ngày" quen thuộc.
Hai tiêu chuẩn của Hoa Kỳ bắt buộc sử dụng các định dạng năm-tháng-ngày: ANSI INCITS 30-1997 (R2008); và NIST FIPS PUB 4-2 (FIPS PUB 4-2 bị rút tại Hoa Kỳ ngày 2 tháng 9 năm 2008), lệnh sớm nhất có thể truy nguyên từ năm 1968. Định dạng này cũng được sử dụng trong Cục Hàng không Liên bang và quân đội vì nhu cầu để chống sự mơ hồ.
Quân đội Hoa Kỳ thường sử dụng định dạng "dd mmm yyyy" (ngày-tháng-năm với tháng được viết tắt) cho thư từ. Định dạng tháng-ngày-năm phổ biến được sử dụng để trao đổi thư từ với dân thường. Định dạng ngày tháng trong quân đội tương tự như định dạng ngày trong tiếng Anh-Anh nhưng được đọc theo số đếm (ví dụ: "Nineteen July" (dịch nghĩa: "19 tháng 7")) thay vì theo số thứ tự (ví dụ: "The nineteenth of July").
Tuần thường được gọi bằng ngày của một ngày nào đó trong tuần đó (ví dụ: "tuần của ngày 25 tháng 5"), thay vì số tuần. Nhiều ngày lễ và ngày quan sát được xác định liên quan đến ngày trong tuần mà chúng được cố định, từ đầu tháng (đầu tiên, thứ hai, v.v.) hoặc kết thúc (cuối cùng, và hiếm khi là áp chót và áp chót). Ví dụ: Lễ Tạ ơn được định nghĩa là vào "ngày thứ Năm thứ tư trong tháng 11". Một số định nghĩa như vậy phức tạp hơn. Ví dụ: Ngày bầu cử được xác định là "Thứ Ba tiếp theo sau Thứ Hai đầu tiên trong tháng 11" hoặc "Thứ Ba đầu tiên sau ngày 1 tháng 11". Chủ Nhật chủ yếu là ngày đầu tiên trong tuần.

## Thời gian
Trong khi hầu hết các quốc gia khác sử dụng định dạng 24 giờ thì Mỹ chỉ sử dụng định dạng 12 giờ là chính thức, không chỉ bằng ngôn ngữ nói mà còn bằng văn bản, trên thời gian biểu, vé máy bay và máy tính. Các ký hiệu "a.m." (sáng-trưa) và "p.m" (chiều-tối) [hay AM và PM] được dùng rộng rãi trong ngôn ngữ viết. Một ví dụ cho thấy nếu giờ Việt Nam là 12 giờ trưa tức ở phía Bắc California bị lùi 2 giờ thành 10 giờ tối, còn ở phía Nam đối chiếu thành 12 giờ tối.

### Việc sử dụng định dạng 24 giờ
Định dạng 24 giờ được sử dụng trong quân sự và khoa học ở Hoa Kỳ. Định dạng này được biết đến nhiều nhất để quân đội sử dụng và do đó thường được gọi là "giờ quân sự". Trong sử dụng quân sự của Hoa Kỳ, thời gian 24 giờ theo truyền thống được viết không có dấu hai chấm (1800 thay vì 18:00) và thêm từ "hours" (giờ) vào sau giờ quân sự (ví dụ: "eighteen hundred hours" ("mười tám trăm giờ")). Tuy nhiên, hải quân và Thủy quân lục chiến Hoa Kỳ không thêm từ "hours" vào sau giờ quân sự.
Định dạng 24 giờ cũng được sử dụng rộng rãi bởi các nhà thiên văn học, bệnh viện, các phương tiện giao thông khác nhau và tại đài phát thanh và các phương tiện truyền thông quảng bá khác nơi việc lập lịch trình cần phải chính xác, không nhầm lẫn giữa AM và PM. Trong những trường hợp này, giao tiếp chính xác và rõ ràng về thời gian là rất quan trọng. Ví dụ, nếu ai đó nhầm 5:00 AM (5 giờ sáng) với 5:00 PM (5 giờ chiều) trong bệnh viện, khi cần dùng thuốc hoặc phác đồ điều trị y tế khác vào một thời điểm nhất định có thể gây ra hậu quả nghiêm trọng. Do đó, thời gian 24 giờ (5:00 PM được viết là 17:00) được sử dụng.